# Inter&Co Stadium
Das Inter&Co Stadium ist ein Fußballstadion in der US-amerikanischen Stadt Orlando im Bundesstaat Florida. Es dient seit dem Saisonstart der Major League Soccer 2017 dem Fußball-Franchise Orlando City aus der Major League Soccer (MLS) als Spielstätte. Des Weiteren nutzen Orlando City B aus der United Soccer League (USL) und Orlando Pride aus der National Women’s Soccer League (NWSL) die Spielstätte. Der Orlando City FC und Orlando Pride nutzten übergangsweise bis zur Fertigstellung das Camping World Stadium.

## Geschichte
Auf einem Fan-Forum am 11. Dezember 2012 stellte Orlando City erste gerenderte Bilder eines zukünftigen Stadions vor. Im April 2013 erwarb die Stadt Orlando für 8,2 Millionen US-Dollar in der Innenstadt (Downtown Orlando) ein Grundstück an der Church Street zum Bau des neuen Fußballstadions. Östlich vom Bauland liegt, nur einen Häuserblock entfernt, das Amway Center. In der Mehrzweckarena sind die Orlando Magic aus der National Basketball Association (NBA) beheimatet. In westlicher Richtung liegt das Camping World Stadium. Im Mai 2013 scheiterte jedoch ein Gesetzentwurf im Repräsentantenhaus von Florida, welcher einen Zuschuss von 30 Millionen US-Dollar zum Stadionbau bringen sollte. Orlando City musste sich daher nach alternativen Geldquellen umsehen.
Der Verwirklichung des Stadionprojektes kam man im August 2013 näher. Die Bürgermeisterin von Orange County, Teresa Jacobs, und Orlandos Bürgermeister Buddy Dyer vereinbarten am 8. August einen Finanzierungsplan um verschiedene Projekte, wie auch die neue Heimat von Orlando City, zu fördern. Ein weiterer Baustein in der Projektfinanzierung bildete eine im Oktober 2013 beschlossene Tourismussteuer, die zu einem Teil in den Stadionbau fließen sollte.
Die Stadt Orlando sollte 20 Millionen US-Dollar beisteuern. Dazu gehörten auch kleinere Beträge aus umliegenden Countys wie zwei Mio. US-Dollar aus dem Seminole County. Die Tourismussteuer hätte in dem Finanzierungsplan 20 Millionen US-Dollar ausgemacht. Orlando City selbst wollte 30 Millionen US-Dollar investieren. Zusätzlich sollte der Soccer Club jährlich über 25 Jahre einen Betrag von 675.000 US-Dollar (insgesamt 16,875 Mio. US-Dollar) zahlen.
Die NCAA vergab am 11. Dezember 2013 die NCAA Division I Women’s Soccer Championships in den Jahren 2016 und 2017 nach Orlando in die neue Sportstätte. Nach Verzögerungen fand das Final Four der Veranstaltung 2016 im Earthquakes Stadium in San José, Kalifornien statt.
Im März 2014 wurden Details aus dem 126-seitigen Bauantrag bekannt. Demnach sollte auf dem etwa 290.000 sq ft (rund 27.000 m2) großen Baugrundstück ein vom Architekturbüro Populous entworfenes Stadion mit einer Fläche von 120.000 sq ft (11.148 m2) errichtet werden. Von den insgesamt 18.000 Plätzen waren 2.500 als Club-Sitze sowie 300 als spezielle Logenplätze vorgesehen. Zusätzlich waren Läden, Restaurants und Bars vorgesehen. Für den Bau veranschlagte man Kosten von 69 Millionen US-Dollar. Auf weitere 15 Millionen US-Dollar wurde der Erwerb des Baulandes und die technische Infrastruktur kalkuliert. Die Fertigstellung wurde für den Sommer 2015 anvisiert.
Im Juni 2014 wurden konkretere Pläne mit ersten Bildern für die neue Heimat des Orlando City Soccer Club veröffentlicht. Die Spielstätte sollte aus drei doppelstöckigen Rängen (Nord, Ost, West) sowie einer einzelnen Hintertortribüne im Süden bestehen und 19.500 Zuschauerplätze sowie 38 Logen und eine Club-Lounge bieten. Auf dem Nordrang sollte für die Mitglieder von Fanclubs ein Bereich mit Stehplätzen mit Wellenbrechern (Safe Standing) eingerichtet werden. Dieser Abschnitt sollte seinen eigenen Bereich mit Pubs bekommen. Das Stadion sollte so errichtet werden, dass es sich bei Bedarf auf 25.000 Plätze erweitern ließe. Auf der offenen Südseite sollte eine große Videowand aufgestellt werden. Unter dieser war eine Bar in Balkon-Form und Rundumblick geplant. Vor dem Stadion wird ein von Palmen eingerahmter Fan-Platz entstehen. Auf ihm wird ein goldener Löwe, das Wappentier des Soccer Club, seinen Platz finden. Er soll vier Mal größer sein als das lebende Vorbild und wird auf einer drehbaren Platte montiert.
Am 4. August 2014 gaben Bürgermeister Dyer und Phil Rawlins, einer der Eigentümer und Clubpräsident von Orlando City, bekannt, dass der Bauplatz um einen Häuserblock nach Westen verlegt wird. Der Grund dafür waren die benachbarte Kirche der Glaubensgemeinschaft Faith Deliverance Temple und die langwierigen Verhandlungen über den Kaufpreis eines für den Stadionbau notwendigen Stück Landes. Dem Angebot von vier Millionen US-Dollar der Stadt Orlando stand eine Forderung der Faith Deliverance Temple von 30 Mio. US-Dollar gegenüber. Die Entscheidung wurde auch gefällt, um den geplanten Eröffnungstermin zum Saisonstart im Frühjahr 2016 nicht zu gefährden.
Unter großer Anteilnahme wurde am 16. Oktober 2014 der erste Spatenstich durchgeführt. Für die Veranstaltung wurden 24 Tonnen Sand angefahren, der in Purpur gefärbt war, der Farbe des Soccer Clubs. Anwesend zur Zeremonie waren unter anderem der Club-Miteigentümer Flávio Augusto da Silva, der Präsident Phil Rawlins, der Präsident und Deputy Commissioner der Major League Soccer, Mark Abbott, sowie Bürgermeister Buddy Dyer und Teresa Jacobs, die Bürgermeisterin des Orange County. Nach dem symbolischen Spatenstich konnten sich die Besucher an den Arbeiten beteiligen. Als Andenken an die Veranstaltung bekamen die Teilnehmer ein Gefäß mit dem eingefärbten Sand. Nach dem offiziellen Teil wurde ein Straßenfest gefeiert.
Nach einer Vereinbarung vom 12. November 2014 wurde Heineken zum 1. Januar 2015 offizielles Bier von Orlando City. Neben Orlando unterschrieben sechs weitere MLS-Franchises, Chicago Fire, die Columbus Crew, D.C. United, Houston Dynamo, die New York Red Bulls und der New York City FC, Verträge mit Heineken, dem drittgrößten Brauereikonzern der Welt. Eine weitere Partnerschaft gab der Soccer Club am 17. Dezember 2014 bekannt. Mit Panasonic North America, der nordamerikanischen Abteilung des japanischen Elektronikkonzerns Panasonic Corporation, wurde ein mehrjähriger Vertrag als Offizieller Technologiepartner geschlossen. Panasonic wird das Stadion mit Videowänden und LED-Werbebanden ausstatten. Ferner werden in der ganzen Veranstaltungsstätte Flachbildfernseher, wie zum Beispiel in den Logen, Büros und den Arbeitsbereichen, installiert. Zusätzlich werden im Stadion Überwachungskameras für die Videoüberwachungsanlage, inklusive des Kontrollraums, verteilt.
Nach Schwierigkeiten mit der Stadt wegen der Kostenübernahme machte das Franchise eine Kehrtwende und gab am 29. Mai 2015 bekannt, dass man das Stadion ohne öffentliche Gelder privat finanzieren und betreiben werde. Am 31. Juli 2015 präsentierte Phil Rawlins die überarbeiteten Pläne für das Stadion. Die Kosten sollen sich auf 155 Mio. US-Dollar belaufen und statt wie bisher geplant, mit 19.500 Plätzen, wird die Fußballarena 25.500 Plätze bieten. Diese Erweiterung gründete auf den bisher guten Zuschauerzahlen, da in der Saison 2016 im Schnitt über 31.000 Zuschauer die Spiele besuchten. Nur der Meister Seattle Sounders FC hatte einen höheren Zuschauerschnitt. Die 25.500 Plätze sind die Höchstzahl ohne die Stadionpläne komplett erneuern zu müssen. In den Ecken werden Sitze ergänzt. Die bisher aus drei geplanten Tribünen bestehende Arena wird eine vierte Tribüne im Süden erhalten. Dadurch wird es keine große Videowand auf der Südseite geben, stattdessen rückt sie in eine Stadionecke. 20 Prozent der Plätze sind Premium-Sitze, zusätzlich wird das Stadion mit 31 Luxus-Suiten ausgestattet.
Am 25. Januar 2016 stimmte der Stadtrat von Orlando einstimmig für den Verkauf des rund 12 Acre große Grundstücks, das für den Stadionbau notwendig ist. Dafür zahlte das Franchise 18 Mio. US-Dollar an die Stadt. Als Teil der Finanzierung der Spielstätte bietet Orlando City für 500.000 US-Dollar ausländischen Investoren einen Anteil am Stadion. Dafür erhalten diese eine Dividende, zwei Dauerkarten und als wertvollsten Gegenwert eine Green Card, offiziell EB-5. Das Gesetz, das dies ermöglicht, wurde als Immigration Act of 1990 vom 101. US-Kongress verabschiedet und soll zahlungskräftige Investoren in das Land locken.
Orlando City beendete im September 2016 den Dauerkartenverkauf, nachdem das vorgesehene Kontingent von 18.000 vergeben war. Ende November des Jahres wurden im Sektor 12 auf der Haupttribüne im Westen 49 Sitze in den Regenbogenfarben montiert. Sie sollen an die Opfer des Anschlags von Orlando am 12. Juni 2016 erinnern. Im Dezember 2016 wurde mit der Verlegung des Spielfeldrasens begonnen. Ein großer Teil der Kunststoffsitze, hauptsächlich in Purpur sowie Gold gehalten, wurden auf den Rängen montiert. Die Hintertortribüne im Norden ist ganz mit Stehplätzen (Safe Standing) ausgestattet. Der Rang trägt die Bezeichnung The Wall (deutsch Die Wand) in Anlehnung an die Südtribüne im Westfalenstadion von Borussia Dortmund. Auf den untersten sechs Reihen der Tribüne befindet sich die „Smoking Device Area“. In dem mit Schildern gekennzeichnete Bereich dürfen Fans bengalisches Feuer und Rauchbomben zünden.
Am 24. Februar 2017 wurde das Stadion offiziell eröffnet. Nach der Zeremonie wurde der Neubau für Anwohner und lokale Geschäftsleute geöffnet. Die ersten beiden Heimspiele der MLS 2017 am 5. März gegen den New York City FC und am 15. April gegen die Los Angeles Galaxy waren bereits am 21. Februar ausverkauft. Das erste Ligaspiel in der neuen Heimat gewannen die Hausherren vor 25.527 Zuschauern gegen den New York City FC mit 1:0. Das erste Tor im Stadion erzielte der kanadische Stürmer Cyle Larin in der 15. Spielminute.
Am 4. Juni 2019 gab Orlando City bekannt, dass das Franchise einen Sponsorvertrag mit dem Unternehmen Exploria Resorts abgeschlossen hat. Zukünftig wird die Anlage daher den Namen Exploria Stadium tragen.
2018 und 2020 war das Stadion ein Austragungsort des jährlich im Frühjahr stattfindenden Frauenfußballturniers SheBelieves Cup. 2021 war es wegen der COVID-19-Pandemie alleiniger Spielort des Turniers.
Am 18. Januar 2024 gab der Orlando City SC bekannt, dass das brasilianische Finanzinstitut Inter&Co sich die Sponsorenrechte am Stadion gesichert hat. Der Vertrag geht über zehn Jahre.

## Galerie

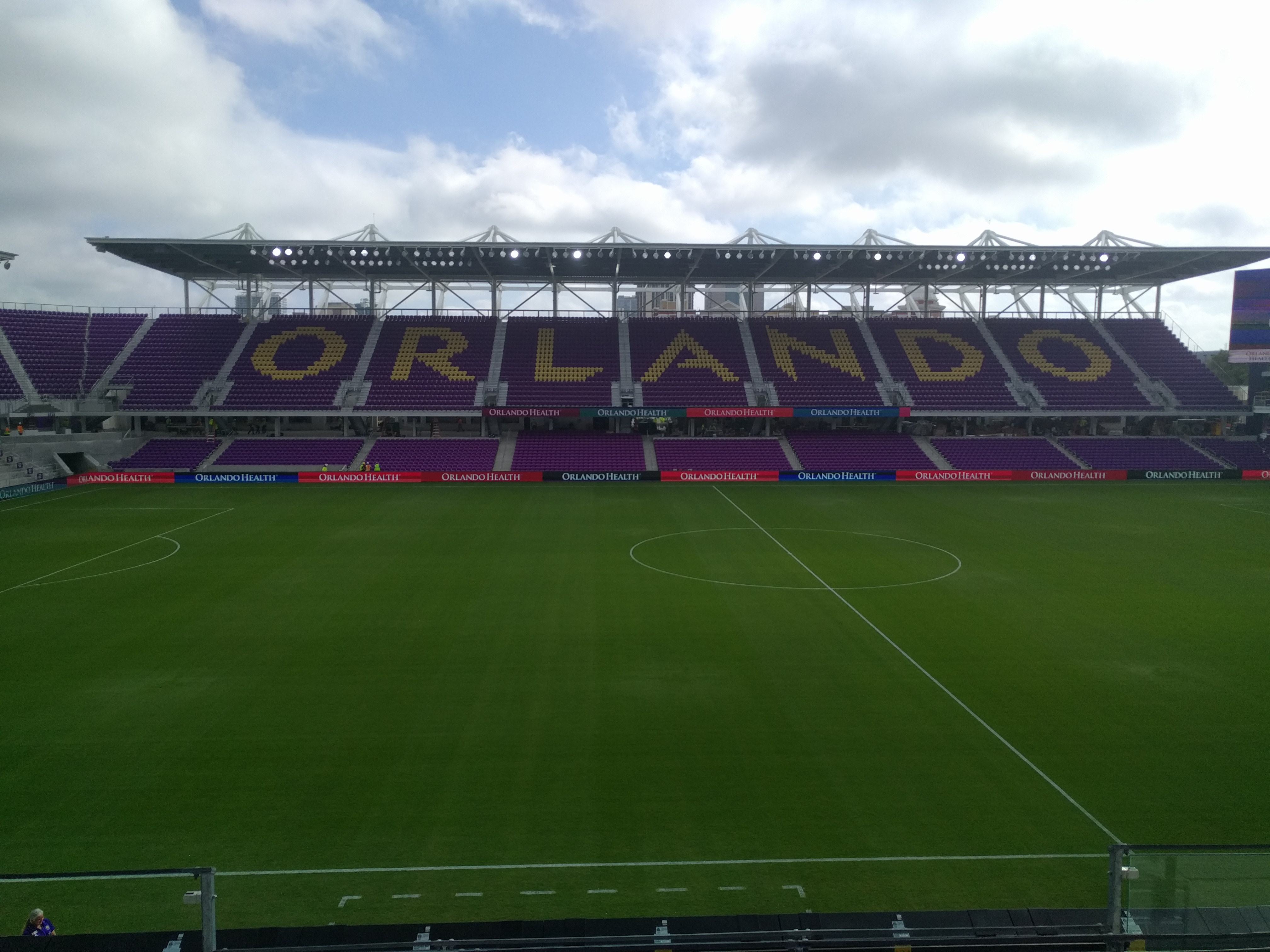
Die Gegentribüne im Osten
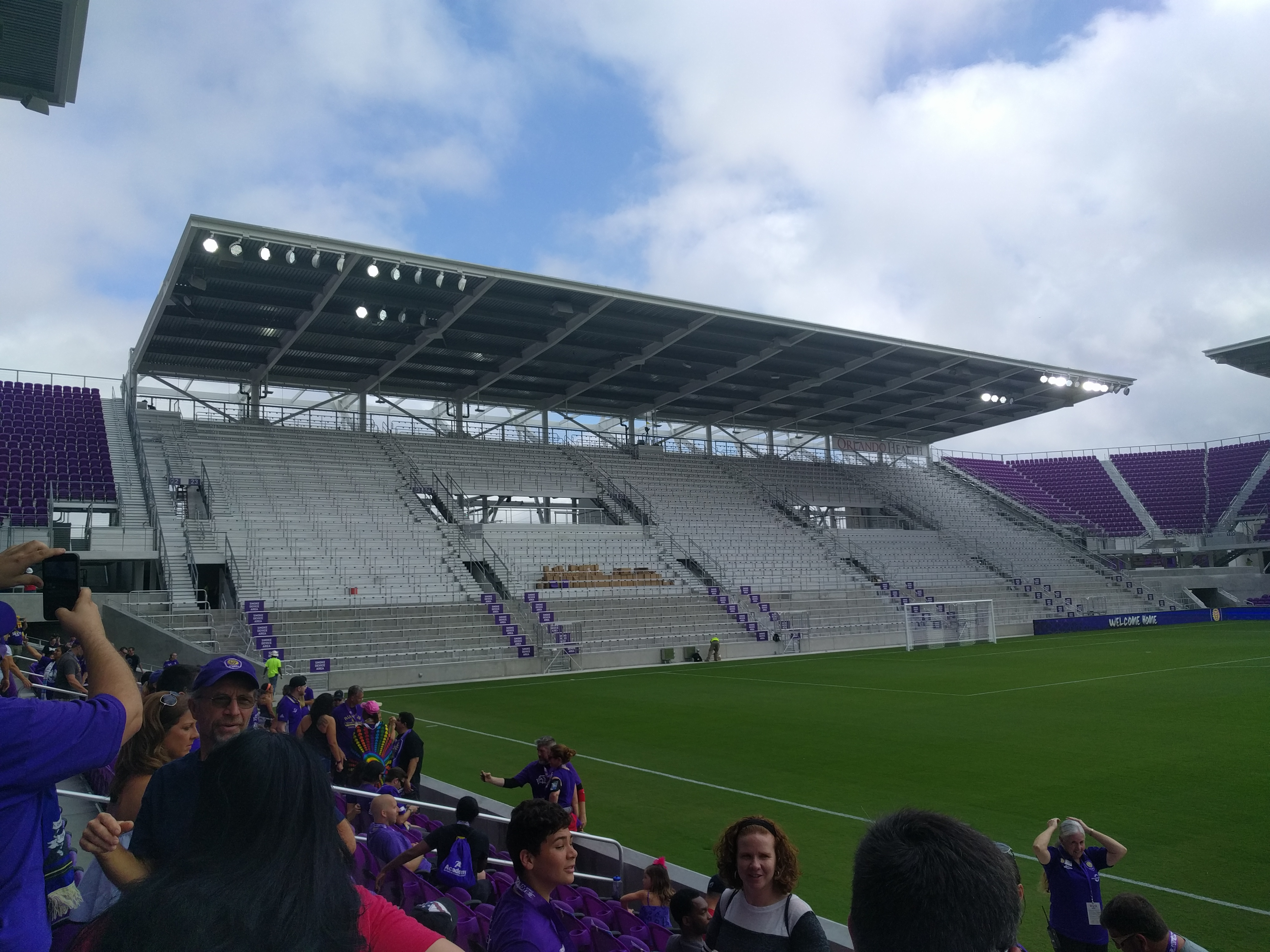
The Wall im Norden
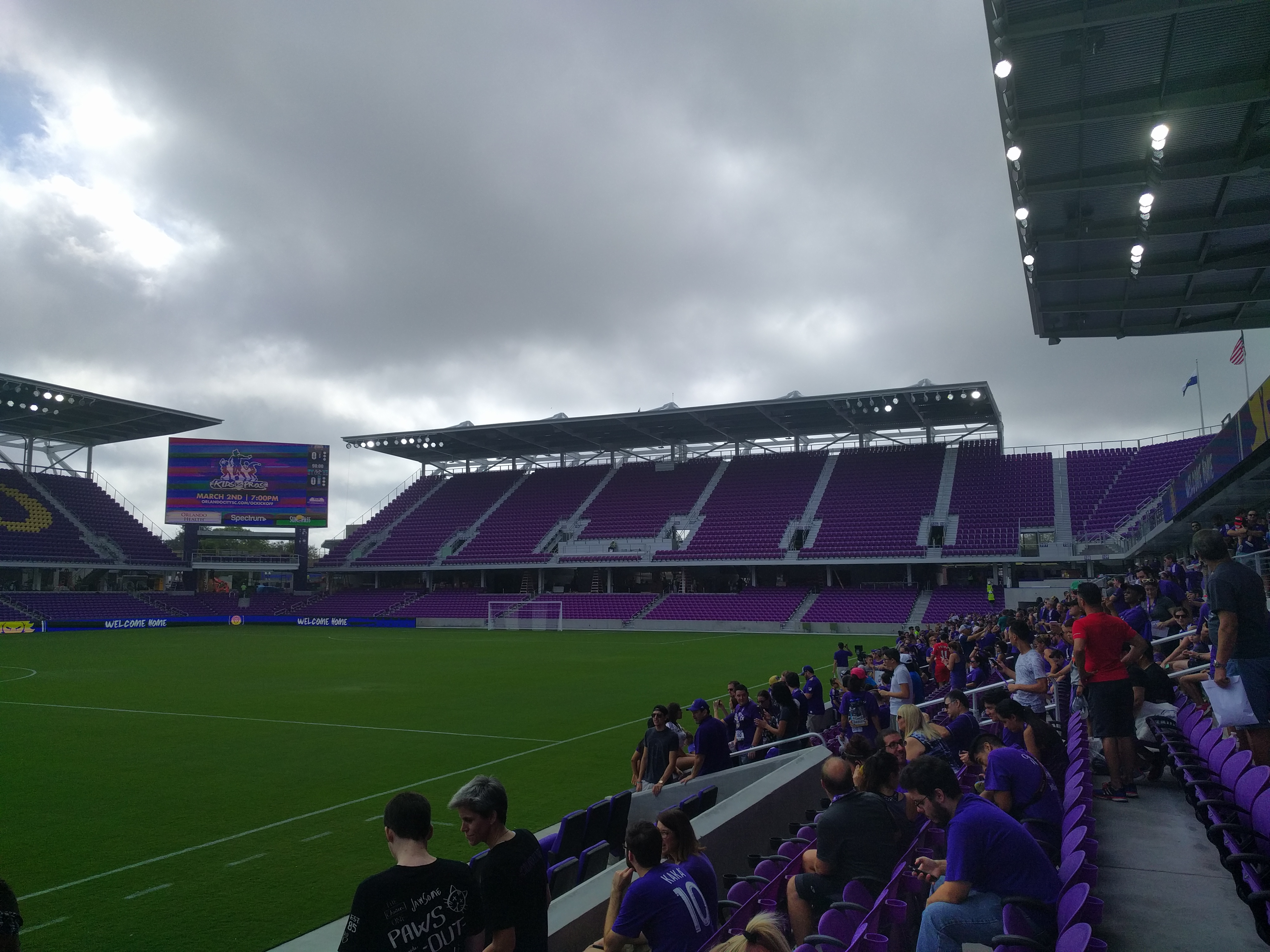
Die südliche Hintertortribüne